# Abus sexuels dans la Compagnie de Jésus

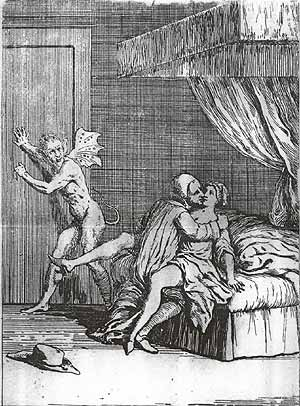
Catherine Cadière victime du Jésuite Jean-Baptiste Girard (1730).

Les abus sexuels dans la Compagnie de Jésus désignent les sévices sexuels commis au sein de cette institution par certains de ses clercs et agents pastoraux.

## Historique
L'historien et théologien Ulrich L. Lehner (en) de l'université de Notre-Dame-du-Lac, auteur d'un livre sur les abus sexuels chez les Jésuites aux 17e et 18e siècles, explique que les cas d'agressions sexuelles sur des élèves par des Jésuites étaient dissimulés et en général les agresseurs étaient transférés ailleurs.

### Amérique

#### Canada
En 2019, les Jésuites canadiens s'engagent à indiquer les noms des prêtres accusés d’agressions sexuelles. Selon la Compagnie de Jésus, l'essentiel des plaintes concernent les deux jésuites George Epoch (1920-1986) et Norman Hinton. Ces derniers sont morts depuis plus de 25 ans.
En mars 2023, pour « rétablir la confiance » et s’engager « en faveur de la transparence et de la responsabilité », une liste de 27 Jésuites est publiée. Plusieurs d'entre eux ont travaillé dans des écoles, dont les collèges Loyola et Jean-de-Brébeuf, à Montréal, et le collège Saint-Charles-Garnier, à Québec. D'autre sont intervenus dans les pensionnats pour Autochtones ou directement dans les communautés autochtones. Tous les hommes nommés dans cette liste, sauf trois, sont morts. Dans la plupart des cas, les agressions ont été révélées après le décès de l’agresseur présumé ce qui implique que les affaires ne peuvent faire l’objet d’un procès pénal ou civil. Ceux qui sont encore en vie sont maintenus sous stricte surveillance. La Compagnie de Jésus a fait le choix de publier publiquement la liste nominative répondant à une demande des groupes de défenses des victimes et démontrant ainsi une volonté de reconnaître la gravité du traumatisme des victimes et contribuer au rétablissement de la confiance.

#### Chili
En 2021, les Jésuites rendent public un rapport indiquant que 11 prêtres ont agressé sexuellement 64 victimes.

#### États-Unis
En 2007, dans les zones rurales d'Alaska, 110 victimes alléguées d'abus sexuels ont reçu en dédommagement 50 millions de dollars. Les principaux dossiers concernaient douze prêtres et trois missionnaires accusés d'abus sexuels envers des enfants dans les villages d’autochtones de 1961 à 1987,.
En 2018, les jésuites américains indiquent le nom de plus de 200 prêtres qui font l'objet d'« accusations crédibles » d'agressions sexuelles

### Europe

#### Allemagne
En 2010, les responsables des Jésuites allemands, reçoivent le rapport de l'avocate Ursula Raue missionnée pour établir la liste des victimes de violences ou d'agressions sexuelles par les membres de la Compagnie de Jésus. Les Jésuites envisagent d'indemniser les 205 victimes signalées.

#### Belgique
En février 2024, la Compagnie de Jésus d’Europe occidentale francophone indique que, de 1949 à nos jours, en Belgique francophone, 38 jésuites se sont rendus coupables d’agression (psychique, spirituelle, morale, physique ou sexuelle), dont 32 identifiés pour des agressions sexuelles : 25 sur personnes mineures et 10 sur personnes majeures (certains jésuites ont agressé à la fois des mineurs et des majeurs, ce qui explique la répartition des nombres) .

#### Espagne
En 2018, les Jésuites décident une enquête dans huit écoles en Catalogne, il s'agit d'« une enquête systématique sur les possibles cas d’abus sur mineurs dans les centres éducatifs depuis les années 1960 ».
En 2021 en Espagne, la Compagnie de Jésus signale 81 victimes. Les identités des victimes et de leurs agresseurs ne sont pas rendues publiques. En échange de ces indemnités, les victimes doivent signer un document de confidentialité qui les oblige à taire cette transaction. Ainsi, le quotidien El País indique qu'Alfonso Caparrós, violé dans les années 1950 par un Jésuite dans un collège à Málaga, a reçu une proposition financière pour ne plus faire état publiquement des agressions subies. 
L'enveloppe financière varie en fonction de la nature des agressions de 5 000 euros pour des « attouchements sexuels légers » jusqu'à 15 000 euros pour des viols récurrents,.

#### France
En 2019 en France, la Compagnie de Jésus indique que sur la période 1950-2019, 19 prêtres jésuites sont signalés par des témoignages pour abus sexuels en particulier dans des établissements scolaires, 3 d'entre eux sont condamnés par la justice.
En novembre 2024, la Compagnie de Jésus indique que de 1949 à nos jours, 115 jésuites se sont rendus coupables d’agression (psychique, spirituelle, morale, physique ou sexuelle), dont 97 identifiés pour des agressions sexuelles : 62 sur personnes mineures et 35 sur personnes majeures.

## Chronologie d'affaires

### Afrique

#### Afrique du Sud

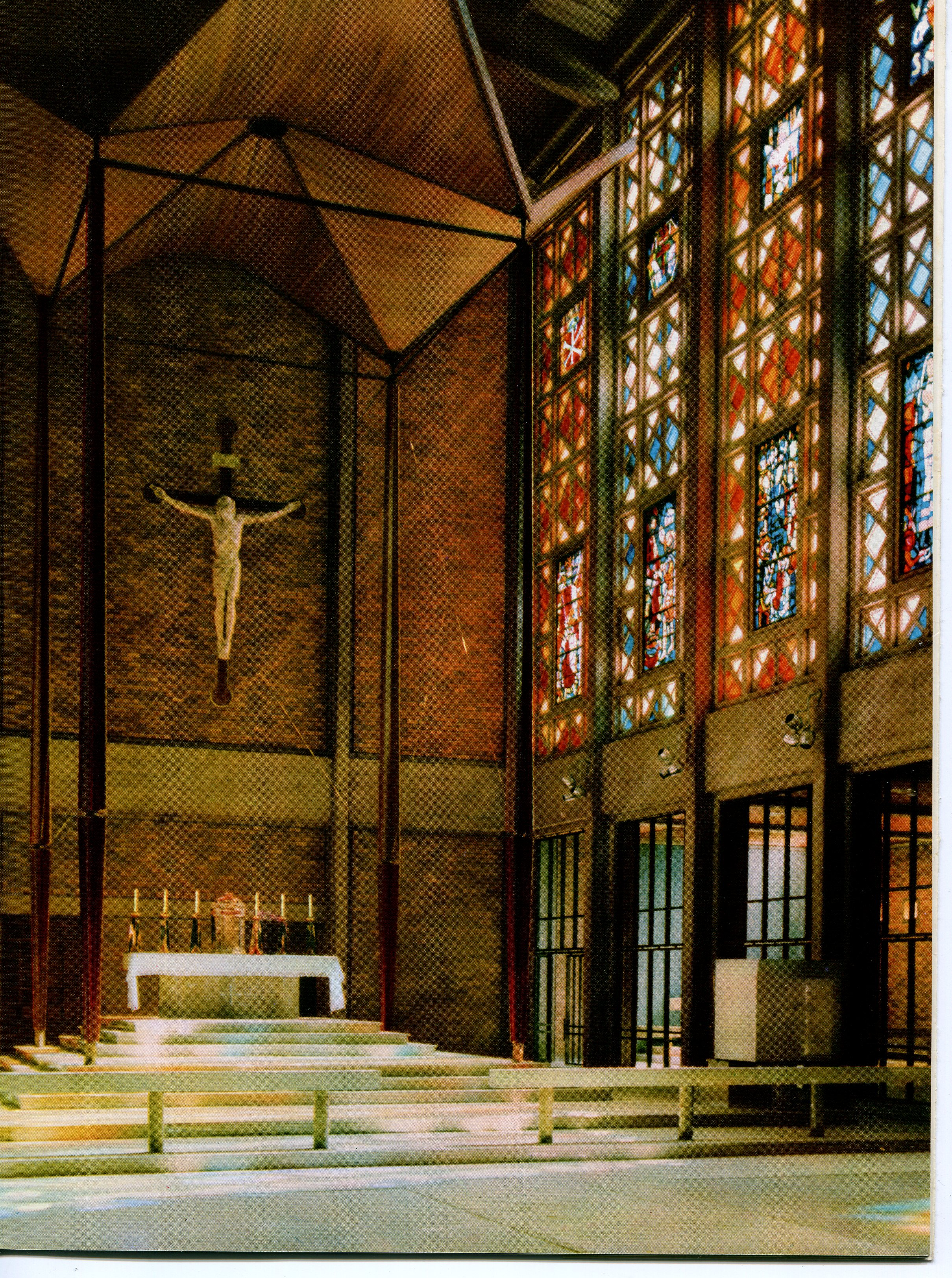
Cathédrale du Christ-Roi de Johannesburg.

William MacCurtain, un prêtre jésuite britannique, a agressé sexuellement un enfant en Afrique du Sud entre 1986 et 1989. Il le viole à plusieurs reprises dans l’enceinte même de la cathédrale du Christ-Roi de Johannesburg. Une fois sa hiérarchie informée, William MacCurtain est renvoyé en Angleterre sans jugement.

### Amérique

#### Bolivie
Le quotidien espagnol El País révèle l'affaire du jésuite, Alfonso Pedrajas (es), qui indique dans son journal intime l'abus de 80 mineurs en Bolivie. Huit plaintes ont été déposées contre des prêtres de la Compagnie de Jésus, dont Alfonso Pedrajas et trois autres religieux espagnols : Luis Maria Roma, Alejandro Mestre et Antonio Gausset, tous décédés.

#### Canada
- Léon Lajoie (1921-1999) a travaillé à Kahnawake pendant plus de 30 ans. À sa mort, il est enterré au sein de la Mission Saint-François-Xavier. En 2021, des accusations d’abus sexuels à l'égard d'enfants sont révélées. Les Jésuites canadiens missionnent une société afin d'examiner la véracité des allégations, ces dernières ne sont pas prouvées selon le rapport de cette société. Cependant les membres de la communauté des Mohawks décident, lors d'un vote, d’exhumer le corps du Jésuite pour le placer dans un cimetière hors du territoire mohawk. Le déplacement des restes s'est effectué en août 2022[20].

#### Chili
- Renato Poblete, ancien aumonier de Hogar de Cristo (en) et mort en 2010, est cité pour l'agression de 22 femmes entre les années 1960 et 2000. Quatre d'entre elles étaient mineures à l'époque des faits dont une enfant de trois ans. Une des victimes a été forcée d'avorter à plusieurs reprises[8],[21].
- Eugenio Valenzuela Lang, ancien provincial des Jésuites du Chili, est renvoyé de l'état clérical en 2019 après des accusations d'abus sexuels sur des personnes majeures[22],[23].

#### États-Unis
- Donald McGuire (1930 - 2017) est un prêtre jésuite américain laïcisé et agresseur d'enfants à partir des années 1960. Avant sa condamnation, McGuire était un membre éminent de la Compagnie de Jésus et confesseur de Mère Teresa. Il est décédé en 2017, alors qu'il purgeait une peine de 25 ans de prison[24].
- James Talbot est inculpé pour avoir abusé de trois élèves au sein du Boston College High School (en)[25],[26]. En 2005, il est condamné à 7 ans de prison après avoir plaidé coupable pour l'agression de deux adolescents au Boston College dans les années 1970[27].
- Bernard Knoth est un prêtre jésuite de la Province de Chicago connu pour son travail d'éducateur. En 2003, neuf ans après avoir occupé le poste de président de l'université Loyola de Chicago, il est accusé d'avoir abusé sexuellement d'un lycéen en 1986 à Brebeuf Jesuit Prep à Indianapolis, où il a été directeur de 1986 à 1988. Il est laïcisé en 2009[28].
- Rodrigo Duterte, président des Philippines de 2016 à 2022, affirme avoir subi les attouchements d’un prêtre quand il était lycéen à Davao. Il dénonce un Américain, Paul Falvey. D'autres agressions de sa part après avoir rejoint les États-Unis feront l’objet d'accords financiers entre les jésuites et neuf victimes américaines[29],[30].
- En 2021, J. Donald Freeze (en), ancien responsable de l'université de Georgetown, est accusé par un étudiant de premier cycle d'agressions sexuelles. À la suite de cette première dénonciation, d'autres diplômés formulent des allégations similaires. L'université a retiré les titres honorifiques de Freeze[31],[32].

### Europe

#### Allemagne
En janvier 2010, le père Klaus Mertes, supérieur du collège jésuite Canisius-Kolleg Berlin, déclare que de nombreuses agressions sexuelles sur des mineurs ont eu lieu, dans l'établissement, dans les années 1970 et 1980. « Trois anciens élèves des années 1970 sont venus me voir. De leurs histoires, j'ai conclu qu'un certain prêtre avait sûrement à lui seul abusé de plus d'une centaine d'enfants. Cela semblait systématique ». D'autres révélations suivent : entre janvier et mars 2010, des affaires anciennes de pédophilies sont dévoilées dans 19 diocèses sur 27. Entre janvier et mars 2010, 170 plaintes sont déposées,.

#### Belgique

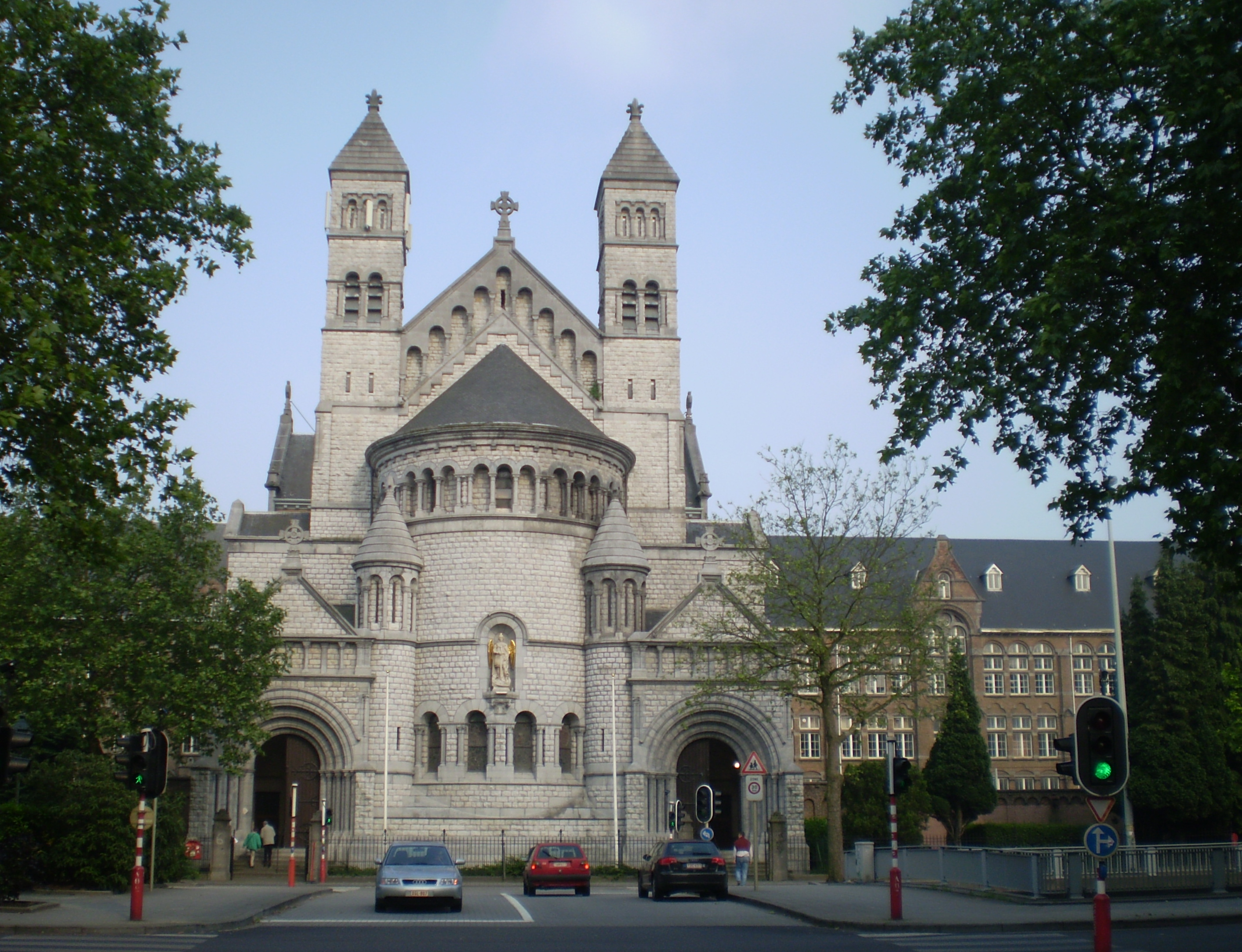
Église et collège Saint Michel à Bruxelles.

- En septembre 1959, Jean-Marc Turine a 13 ans et intègre le collège Saint-Michel situé à Etterbeek (Bruxelles). Il y subi des agressions sexuelles et des viols par plusieurs prêtres jésuites pendant toutes son adolescence. Il pense alors à mourir : « Et c’est ça qu’ils amènent à faire, ces types. Ils amènent à nous tuer. Et s’ils ne nous tuent pas physiquement, ils nous tuent quand même. Nous sommes morts. Quand on sort de leur chambre, nous sommes morts. Morts. […] Je crois que nous sommes tous des survivants ». C'est uniquement en 2022 qu'il relate cette partie de sa vie dans son ouvrage Révérends pères. Depuis ce témoignage, quatre autres personnes ont porté plainte pour des agressions sexuelles. Bruno Tackels est l'un des plaignants : « Beaucoup de pratiques sombres ont été gardées silencieuses, Turine a pris soixante ans, j’ai gardé le silence pendant quarante ans. ». L’ordre des Jésuites appelle les anciens élèves victimes de pédophiles au sein de l'établissement à se signaler[35],[36].
- En 2011, le jésuite flamand Luc Versteylen (1927-2021)[37], cofondateur du mouvement vert en Belgique, Agalev, est accusé d'abus sexuels dans les années 1980 sur des jeunes dans le centre de réflexion "Leven in de Brouwerij" à Viersel, dont il est le fondateur. À la suite de ces accusations par plus de trente personnes[38], l'association demande qu'il démissionne[39],[40]. Les plaintes sont classées sans suite, pour cause de prescription. Versteylen a nié ces agressions.

#### Espagne
José Luis Martín Vigil est un prêtre jésuite et célèbre écrivain espagnol dans les années 1960 et 1970. Il est exclu des jésuites, en 1958, alors qu'il est l'objet de plusieurs plaintes pour son comportements déplacés avec des adolescents.

#### France
- En 2015, Dominique Peccoud, ancien directeur des études du lycée privé Sainte-Geneviève à Versailles, puis de l’École d'ingénieurs de Purpan à Toulouse et conseiller au sein de l'Organisation internationale du travail de l'ONU, est condamné à deux ans de prison avec sursis pour abus sexuels sur mineurs. À la demande de sa hiérarchie, il s'est dénoncé en indiquant des agressions sexuelles sur neuf enfants[43],[44].
- En 2016, un ancien élève du Lycée Saint-Louis-de-Gonzague à Paris, Jean-Pierre Martin-Vallas, scolarisé dans l'établissement jésuite au cours des années 1950 et 1960, déclare publiquement avoir été victime à l'âge de huit ans des agissements pédophiles du prêtre Gilbert Lamande lors d'une colonie de vacances organisée par le lycée. À partir de 2010, il recueille plusieurs témoignages et réclame une enquête au père Jean-Yves Grenet, responsable des Jésuites de France, obtenant une fin de non-recevoir. Jean-Pierre Martin-Vallas rapporte : « Le Provincial a répondu : "J'estime que quarante ans après ces faits, ces enfants doivent avoir trouvé un équilibre de vie satisfaisant, qu'il n'y a pas lieu de les perturber. De plus, ce prêtre étant mort, il n'y a aucun intérêt à faire une enquête ». En 2014, Jean-Pierre Martin-Vallas sollicite alors le Vatican et obtient la création d'un « groupe d'accueil et de veille pour les situations d'abus sur les personnes »[45],[46]. Dans le contexte de l'affaire Barbarin, la décision de Jean-Yves Grenet évolue en se déclarant plus apte à l'écoute mais il n'engage pas une enquête interne[47]. Le 25 septembre 2023, la Compagnie de Jésus lance un appel à témoignages concernant Gilbert Lamande, jésuite, décédé en 2000, chargé de catéchèse au Petit Collège (primaire) de l’établissement scolaire Saint-Louis-de-Gonzague (Franklin) à Paris de 1946 à 1977. Il est mis en cause par 8 personnes victimes (garçons et filles mineurs au moment des faits) pour attouchements sexuels au cours de confessions, d’entretiens, d’activités parascolaires et de camps de jeunes. À la suite de cet appel, le 27 novembre 2023, la cellule d‘écoute et de prévention des abus de la Province EOF indique que 21 témoignages lui ont été adressés dont huit concernant de nouvelles personnes victimes de violences subies de la part de Gilbert Lamande[48].
- Le 17 mars 2023, à la demande d’une personne victime d’abus sexuels commis au sein de l’association Les Liens brisés, la Compagnie de Jésus publie un appel à témoignage sur son site internet, sans citer le nom du jésuite mis en cause. En mai 2024, est publié avec le concours de la Commission Reconnaissance et Réparation (CRR), un livre, Quand le diable a revêtu l’habit, signé par onze victimes ayant subi des violences sexuelles de la part de religieux[49]. L’ouvrage fait l’objet d’une recension dans Le Monde du 11 juin 2024. L’anonymat du jésuite est levé : « Affirmant avoir été abusé à l’âge de 13 ans par le jésuite Louis Mouren (1902-1985 ; ancien aumônier général des prisons et fondateur de l’association Les Liens brisés, qui venait en aide à des enfants en situation précaire)[50], [Roland, 69 ans] demande à la Compagnie de Jésus de préciser le nom du prêtre dans ses appels à témoignages […], pour aider à connaître les éventuelles autres victimes. “Je ne supporte pas que son nom soit encore glorifié et sa face sombre occultée “, dit-il attristé »[51]. Le jour même, la Compagnie de Jésus modifie son appel, en y ajoutant le nom de Louis Mouren[48]. Les agressions dénoncées ont eu lieu entre 1966/67 et 1971/72 ; la première, au sein même de la Maison-mère des jésuites, au 42 rue de Grenelle à Paris ; les suivantes, à l’école Saint-Euverte à Orléans. L’association Les Liens brisés avait pour objet de « faciliter, par tous moyens appropriés et notamment par la formation professionnelle, le reclassement social et familial d'enfant abandonnés ou moralement délaissés, notamment de jeunes délinquants »[52]. De 1954, année de sa création jusque dans les années 80, plus de 1 500 garçons ont été pris en charge par Les Liens brisés[53]. Louis Mouren les sélectionnait, notamment dans l’orphelinat des Sœurs de Saint-Vincent de Paul, situé rue de Lorraine à Saint-Germain-en-Laye, les plaçait dans des écoles (école Saint-Euverte à Orléans, collège Saint-Nicolas de Vaugirard, …), et finançait leur scolarité. Louis Mouren est mort en 1985 ; l’association a été dissoute en 2013[54]. Le 17 mars 2023, la Compagnie de Jésus publie aussi un deuxième appel à témoignage mettant en cause le jésuite successeur à la direction des Liens brisés (de 1985 à 1998), suspecté lui aussi d’agressions sexuelles sur des jeunes femmes accueillies par l’association (attentat à la pudeur et attouchement sous prétexte de massages thérapeutiques et de soins gynécologiques). Les faits relatés se seraient déroulés dans l’appartement appartenant à l’association, 42 rue Notre-Dame de Lorette. En 1998, alerté par des bénévoles, le Principal des jésuites relève de ses fonctions le jésuite concerné, aujourd’hui décédé.
- En 2024, Pierre Molinié, enseignant au sein des Facultés Loyola Paris, est suspendu à titre conservatoire de cours pour des faits de nature sexuelle à l'encontre d'une étudiante. Le parquet de Paris étudie les faits pour déterminer s'ils relèvent de l’agression sexuelle ou du viol. Dans l'attente des suites judiciaire, Pierre Molinié intègre la communauté Saint Ignace de Lyon qui comprend l'Institut des sources chrétiennes. Aussi, le conseil scientifique du laboratoire a envoyé une motion demandant au Provincial d'interdire à Pierre Molinié, l’accès à leurs bâtiments et bibliothèques fréquentés par des étudiants et étudiantes[55],[56].

#### Slovenie

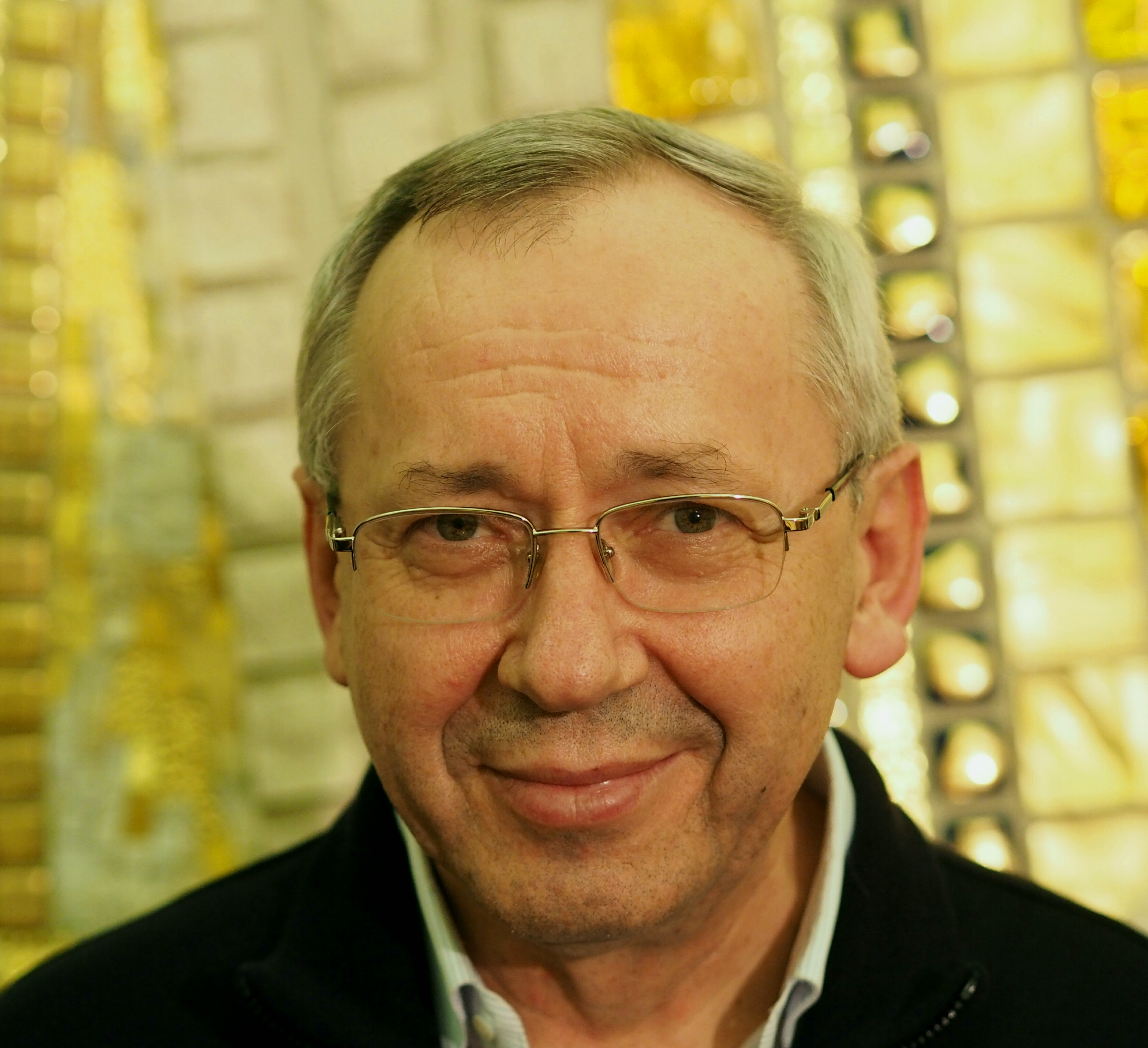
Marko Ivan Rupnik en 2017.

Marko Ivan Rupnik est accusé d’agressions sexuelles par neuf religieuses de la Communauté de Loyola en Slovénie (dont Marko Rupnik fut l’accompagnateur spirituel) et de gestes déplacés et d’abus spirituels par deux autres femmes. Une première femme l'a accusé en 1998. Puis une deuxième au début de l'année 2020. Il est démis de sa fonction de directeur du centre Aletti en 2020. En 2021, des signalements ont été transmis auprès du dicastère pour la Doctrine de la Foi pour « violences sexuelles et psychologiques ». L’ordre des jésuites a pris des sanctions disciplinaires à son encontre : il ne doit plus confesser, accompagner spirituellement et prêcher des retraites. Tout enseignement ou engagement public doit être validé par sa hiérarchie,. Le 9 juin 2023, il est renvoyé de la Compagnie de Jésus « en raison de son refus obstiné d’observer le vœu d’obéissance ».

## Prévention et de réparation des abus

### Europe

#### Province d'Europe occidentale francophone (France, Belgique, Grèce, Île Maurice)
- Une page Web[60] ainsi qu'une adresse de contact de la cellule d'accueil et d'écoute des victimes de tous types d'abus perpétrés par des jésuites, vivants ou morts, sont en place. Un document (rédigé en 2016) sur « la prévention et les actions à mener » y est consultable[61].
- La cellule d'accueil et d'écoute des victimes est aussi chargée de proposer chaque année, avec l'aide professionnels, « une formation et une sensibilisation aux questions d'abus et de prévention », aux jésuites de la Province. Cela passe par l'écoute ou la lecture de témoignages de victimes, par une formation continue sur l'affectivité et la mise en place de protocoles à suivre pour assurer un environnement sûr dans les lieux de mission (dentres spirituels, établissements scolaires, accompagnement spirituel...)
- À la suite de la publication du rapport de la CIASE[62], la Conférence des Religieux et Religieuses en France[63] a souhaité la mise en place d'une Commission Reconnaissance et Réparation[64] (CRR). Celle-ci permet aux victimes de faire le récit de leur agression et d'envisager avec la CRR des réparations financières et non financières par l'institut ou la congrégation de l'agresseur.